# Fahad Thani
Fahad Thani, arab. فهد آل ثاني, (ur. 1 grudnia 1973 w Doha) – katarski piłkarz, grający na pozycji obrońcy, trener piłkarski.

## Kariera piłkarska

### Kariera klubowa
W 1990 rozpoczął karierę piłkarską w Al Ahli Ad-Dauha, w którym występował do 1993.

## Kariera trenerska
W latach 1995–1999 prowadził drużynę juniorską Al-Rajjan SC. Również do 2006 pracował z juniorskimi reprezentacji Kataru U-17 i U-14. Od 2006 do 2011 trenował Aspire Dome, a potem pomagał trenować reprezentację Kataru. W styczniu 2013 roku został selekcjonerem reprezentacji Kataru. W 2014 objął stanowisko głównego trenera olimpijskiej reprezentacji Kataru.